# Гаппаров, Минкаил Магомед Гаджиевич
Минкаил Магомед Гаджиевич Гаппаров (род. 24 июня 1940 года, с. Хуна, Лакский район, ДагАССР, СССР) — советский и российский учёный, специалист в области биохимии и гигиены питания, член-корреспондент РАМН (2002), член-корреспондент РАН (2014).
В 2002 году — избран членом-корреспондентом РАМН.
В 2014 году — стал членом-корреспондентом РАН (в рамках присоединения РАМН и РАСХН к РАН).
Главный научный сотрудник лаборатории клинической биохимии, иммунологии и аллергологии НИИ питания (сейчас это — Федеральный исследовательский центр питания, биотехнологии и безопасности пищи).